# National Marine Electronics Association
Die National Marine Electronics Association (NMEA; deutsch Nationale Vereinigung für Marineelektronik) ist eine US-amerikanische Vereinigung von Elektronikherstellern und -händlern der Schifffahrtsindustrie. Die Vereinigung wurde 1957 gegründet und 1969 als Gesellschaft eingetragen. Ihre Hauptziele sind die Förderung von Standards und technischen Entwicklungen in der Marineelektronik sowie die technische Weiterbildung ihrer Mitglieder.

## Standards
Der NMEA-Standard ist ein Übertragungsstandard im maritimen Bereich, der in verschiedenen Versionen vorliegt. Hauptanwendung ist hierbei der Austausch von Navigationsdaten zwischen Navigationsinstrumenten, wie z. B. GPS-Empfänger, elektronischem Log, Echolot, AIS, ECDIS und anderen Geräten.
Die erste Fassung NMEA-0180 von 1980 definierte eine Übertragung mit 1200 Baud. Diese und die Version 0182 (1982 erschienen) haben nur noch eine historische Bedeutung.

### NMEA-0183
NMEA-0183 (von 1983) arbeitet mit 4800 Baud. Damit wurde die Rückwärtskompatibilität zu älteren Fassungen teilweise aufgegeben, Version 0183-2.3 ist nicht mehr vollständig kompatibel zu alten Geräten. Seit November 2018 ist die Version NMEA-0183-4.11 aktuell. Sie enthält Aktualisierungen für die gesamte Suite der GNSS-Datensätze (Global Navigation Satellite System). Dazu gehört die Definition der Schnittstellen für die Verwendung von GPS (USA), GLONASS (Russland), GALILEO (Europa), BDS (China), QZSS (Japan) und NavIC ((IRNSS) (Indien)). Die Einführung dieser neuen Systeme hat den Bedarf an Datensatz-Updates erhöht. Ebenfalls enthalten sind neue Navigationssatellitensystem-Receiver Talker Identifiers und Sentence Formatter, eine erweiterte GNSS-Identifikationstabelle und Beispiele für den Einsatz der Satellitensysteme.
Im Standard 0183 wird zwischen Geräten unterschieden, die Daten senden („talker“), beispielsweise GPS, und Geräten, die Daten empfangen („listener“), beispielsweise Anzeigegeräte. Während ein Sender mehrere Empfänger versorgen kann, ist für die Verwendung mehrerer Sender für gemeinsame Empfänger ein sogenannter Multiplexer notwendig. Die Datenübertragung läuft in kleinen Dateneinheiten, den NMEA-Datensätzen („sentences“). Jeder Datensatz darf 80 Zeichen nicht überschreiten.

### NMEA-2000
Der neue NMEA-2000-Standard baut auf dem CAN-Bus auf und ist zunehmend verbreitet. Geräte mit NMEA-0183-Unterstützung sind aber nach wie vor in der Überzahl. Vorteile des neuen 2000-Standards sind die Plug-and-Play-Kompatibilität und die 50-mal höhere Datenübertragungsrate. Furuno, Garmin, Lowrance und Maretron halten sich an den NMEA-2000-Standard. Simrad und B+G verwendeten eine spezielle NMEA-2000-Version mit schlanken Steckern und nennen das Netzwerk „Simnet“, inzwischen werden aber bis auf wenige Ausnahmen die Standardstecker verwendet. Raymarine nennt seine Version „Seatalk ng“.

## Verwandte Bussysteme im maritimen Bereich
Neben den Standards der NMEA existieren weitere Möglichkeiten, verschiedene Systeme in der Schifffahrt zu verbinden. So hat z. B. Raymarine mit Seatalk ein eigenes, NMEA-0183 ähnliches System entwickelt. Auch dieses System gilt als veraltet. Ein weiterer Ansatz wurde mit „Furuno Navnet“ entwickelt, hier ist eine enge Verwandtschaft zu 10-MBit-Ethernet gegeben. Auch CAN-Bus-Systeme sind auf dem Markt, so z. B. als „Corus Navico“.